# Eclipse solar de 29 de maio de 1919
O eclipse solar de 29 de maio de 1919 foi um eclipse solar total de relevância histórica, com duração máxima de 6 minutos e 51 segundos. Foi um dos mais longos eclipses solares do século XX, sendo visível na maior parte da América do Sul e África, na forma de um eclipse parcial. Foi o eclipse de número 32, da Série 136, e teve magnitude de 1,0719.
Em princípio, seria mais um mero eclipse que em pouco iria diferir de outros, mas acabou por se tornar um dos mais famosos não por sua duração, acima da média, mas sim em virtude dos resultados científicos obtidos a partir da observação desse fenômeno. Graças a fotografias tiradas durante o evento, foi possível estabelecer uma das primeiras constatações experimentais da veracidade da teoria da Relatividade Geral, de Albert Einstein.

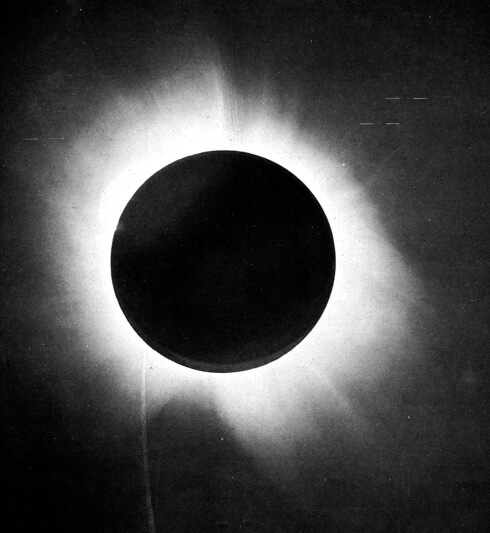
Foto anexada ao relatório de Arthur Stanley Eddington sobre a expedição à Ilha do Príncipe (na costa oeste da África).

Em virtude do contexto histórico, o evento foi observado com muita expectativa e precisão por várias equipes atreladas à Royal Astronomical Society. Uma delas, sob a direção de Andrew Crommelin, observou-o de Sobral, no Ceará; outra, chefiada por Arthur Eddington, dirigiu-se para a Ilha do Príncipe, localizada na costa atlântica da África. Esses locais foram escolhidos pelas equipes pois em princípio iriam oferecer as melhores condições para a observação do fenômeno.
A equipe que se dirigiu à Ilha do Príncipe (em São Tomé e Príncipe) teve seus trabalhos prejudicados devido ao mau tempo. No momento do eclipse o céu estava nublado, e com isso, apenas uma das várias fotografias tiradas apresentou imagem de estrelas com valor científico. A equipe liderada por Crommelin em Sobral contou com sorte bem maior, e suas imagens do fenômeno foram fundamentais para corroborar os resultados já satisfatórios previamente oriundos da fotografia tirada por Eddington. Em Sobral, a tempestade lavara a atmosfera, e se dissipara por completo a tempo, permitindo excelentes fotografias do eclipse.
As equipes fotografaram estrelas cujos raios luminosos que atingiam a Terra passaram bem próximos do Sol, e confirmaram a predição feita por Albert Einstein: analisados os negativos das fotografias, foi possível concluir que as estrelas não ocupavam suas posições habituais então esperadas no firmamento, encontrando-se nas fotografias em verdade ligeiramente deslocadas em valores que, frente à precisão experimental, eram em muito compatíveis com os previstos pelos cálculos baseados na teoria da relatividade. A partir desses resultados, os pesquisadores deduziram que os raios luminosos oriundos dessas estrelas realmente sofreram desvios das esperadas trajetórias retilíneas; sendo por tal a luz realmente influenciada pela presença de um campo gravitacional, o do Sol no caso.
O sucesso oriundo dessas observações causou a aceitação da teoria da relatividade geral pela comunidade científica internacional e fez de Albert Einstein definitivamente uma celebridade mundial. Igualmente, inseriu o referido eclipse e as respectivas localidades de forma espera-se que definitiva nos anais da história da ciência.
Na cidade de Sobral foi erguido um monumento e, posteriormente, um museu, chamado Museu do Eclipse, onde estão em exposição a luneta e as fotos originais tiradas na época.  

### Demais referências
1. ↑  «Saros Series Catalog of Solar Eclipses». Consultado em 26 de dezembro de 2010
2. ↑  «Eclipse de Sobral, revolucionário na história da ciência, completa cem anos». cbn.globoradio.globo.com. Consultado em 30 de maio de 2019